# Diplomystidae
Diplomystidae – rodzina słodkowodnych ryb sumokształtnych (Siluriformes). Obejmuje 7 gatunków o prymitywnej budowie, uznawanych za jedną z najstarszych ewolucyjnie grup współcześnie żyjących sumów.

## Zasięg występowania
Południowa część Ameryki Południowej – Chile i Argentyna.

## Cechy charakterystyczne
Diplomystidae są jedyną współcześnie żyjącą rodziną ryb sumokształtnych, u których występują zęby – na dobrze rozwiniętej szczęce. Podobną cechę stwierdzono jedynie u wymarłych Hypsidoridae. Płetwy piersiowe i grzbietowa zaopatrzone są w twardy kolec; 18 promieni głównych w płetwie ogonowej (większość sumokształtnych ma ich 17); występuje płetwa tłuszczowa; obecne są tylko wąsiki szczękowe (przygębowe); skóra pokryta brodawkami, bez płytek kostnych. Najwięksi przedstawiciele Olivaichthys viedmensis osiągają maksymalnie 32 cm SL.

## Biologia i ekologia
Stosunkowo mało wiadomo o środowisku życia i biologii Diplomystidae. W Chile są najczęściej spotykane w bentalu szybko płynących strumieni, a D. camposensis występuje również w jeziorach. Diplomystes viedmensis (Olivaichthys viedmensis) był odławiany z rzek blisko poziomu morza, aż po wysokość 1900 m n.p.m. Przedstawiciele tej rodziny są drapieżnikami, które żywią się pierścienicami, mięczakami i stawonogami.

## Klasyfikacja
Rodzaje zaliczane do tej rodziny:
- Diplomystes
- Olivaichthys

Rodzajem typowym jest Diplomystes.

## Zagrożenia
Wszystkie gatunki tej rodziny uznawane są za potencjalnie lub faktycznie zagrożone z powodu pogorszenia stanu siedlisk oraz drapieżnictwa lub konkurencji ze strony introdukowanych pstrągów Oncorhynchus mykiss i Salmo trutta. Diplomystes chilensis może być już gatunkiem wymarłym.